# Rosa gorenkensis
Rosa gorenkensis är en rosväxtart som beskrevs av Wilibald Swibert Joseph Gottlieb von Besser. Rosa gorenkensis ingår i släktet rosor, och familjen rosväxter. Inga underarter finns listade i Catalogue of Life.